# Hebius miyajimae
Hebius miyajimae är en ormart som beskrevs av Maki 1931. Hebius miyajimae ingår i släktet Hebius och familjen snokar. Inga underarter finns listade i Catalogue of Life.
Artens utbredningsområde är Taiwan. Hebius miyajimae hittades endast i öns östra del. Den lever i låglandet och i bergstrakter upp till 1000 meter över havet. Individerna vistas i fuktiga områden, ofta nära vattenansamlingar, som ingår i skogar. De äter groddjur och grodyngel. Honor lägger ägg.
I delar av utbredningsområdet hotas beståndet av vägbyggen och av skogens omvandling till odlingsmark. IUCN kategoriserar arten globalt som sårbar.